# Moselle
Moselle je departement v severovýchodní Francii v regionu Grand Est. Je pojmenován podle řeky Mosely. Jeho dnešní rozloha je 6 216 km² a žije v něm 1 046 873 obyvatel (2013). Hlavním městem jsou Mety. Je součástí neformálního celku Alsasko-Moselsko. Hraničí na severu s Lucemburskem a na severovýchodě s Německem. Vnitrostátní hranici má na západě a jihu s departementem Meurthe-et-Moselle a na východě s Bas-Rhin.

## Historie

Vývoj hranic Alsaska a Lotrinska od roku 1871.

Původní departement Moselle s hlavním městem Mety existoval mezi lety 1790 a 1871 severně od departementu Meurthe s hlavním městem Nancy. Po německé anexi Alsaska-Lotrinska, které zahrnovalo mj. části departementů Moselle a Meurthe, roku 1871 vznikl na jejich částech ponechaných Francii nový departement Meurthe-et-Moselle.
Po navrácení anektovaného území Francii po roce 1918 byl na vrácených částech departementů Moselle a Meurthe vytvořen nový departement nesoucí název Moselle. Od původního departementu Moselle se liší menším rozsahem na západě (již nezahrnuje města Jarny, Longuyon, Longwy) a naopak větším na jihu (Sarrebourg a okolí). Na území tohoto departementu, stejně jako ve zbytku Alsaska-Lotrinska, dodnes platí zvláštní právní řád.